# Contarinia ilicis
Contarinia ilicis är en tvåvingeart som beskrevs av Jean-Jacques Kieffer 1898. Contarinia ilicis ingår i släktet Contarinia och familjen gallmyggor. Inga underarter finns listade i Catalogue of Life.